# Michel Frutschi
Michel Frutschi est un pilote suisse né le 6 janvier 1953 à Genève et mort le 3 avril 1983 au Mans. D'abord pilote d'endurance moto avant de s'engager en vitesse moto entre 1977 et 1983, il a pris part à 17 Grands Prix et finit 5e du championnat 1979 en 350 cm3. En 1982, il remporta sa seule victoire au Grand Prix de France, disputé dans des conditions particulières.

## Biographie

### Carrière
Pilote d'endurance émérite, Frutschi pilote souvent en compagnie de Jean-François Baldé sur Kawasaki. En 1977, il fait ses débuts sur 250 cm3 lors du Grand Prix d’Angleterre mais sans grand résultat. En 1979, il réalise sa meilleure année en terminant 5e du championnat et en réalisant 2 podiums consécutif. En 1980, il passe en 500 cm3 mais ne réalise pas une saison complète. En 1982, il réussit à concrétiser les espoirs en remportant le Grand Prix de France, grandement facilité par le boycott de plusieurs pilotes. 

### Décès
Le Grand Prix de France marque le retour après les critiques sur Nogaro au Mans. Dès les premiers essais, l'ambiance devient lourde. Loris Reggiani est percuté au virage de la Chapelle par le pilote d'essai de Suzuki, Iwao Ishikawa, qui percute le sol avec une violence extrême, ce qui occasionne des blessures mortelles au Japonais. Reggiani est grièvement blessé. Le départ est pris dans une ambiance lourde. D'autres accidents se produisent, de plus, le vent est très fort ce jour-là. Au 5e tour, au moment où les motos sont dans la courbes du Chemin aux Bœufs, Frutschi, alors 7e, voit son moteur serrer. La chute, devenue presque inévitable, est facilitée par le vent latéral qui aggrave l'effet de la chute, comme le révèle Guido Paci, huitième, qui se tue une semaine plus tard. Frutschi percute les barrières avec une grande violence, tête la première. Heurtant les perches du grillage avec la tête, il est évacué à l'hôpital du Mans dans un état désespéré qui ne laisse plus aucune chance. Frutshi décède dans la soirée. Il laisse derrière lui une femme et une fille. 

## Palmarès
- 1 victoire : Grand Prix de France 1982

- 2 podiums

- 5e du championnat 1979 en 350 cm3